# Kawasaki Typ 92
Kawasaki Typ 92 (KDA-5) – japoński samolot myśliwski wytwórni Kawasaki przeznaczony dla lotnictwa Cesarskiej Armii Japońskiej, zbudowany na początku lat 30. XX wieku.

## Historia
Niezrażeni niepowodzeniem projektu Kawasaki KDA-3 inżynierowie Takeo Doi oraz Richard Vogt, który przebywał w Japonii od 1924 roku dzięki zaproszeniu wystosowanemu przez firmę Kawasaki, w czerwcu 1929 roku rozpoczęli prace nad nową maszyną myśliwską. Samolot otrzymał oznaczenie KDA-5. Czerpiąc z doświadczeń uzyskanych przy pracy nad wcześniejszym KDA-3 oraz rezultatami prób porównawczych z konstrukcjami Mitsubishi 1MF2 i Nakajima Typ 91, dużą uwagę przywiązywano do stworzenia konstrukcji wytrzymałej o jak najmniejszym oporze aerodynamicznym. W kwietniu 1930 roku ukończono szczegółowy projekt i przystąpiono do budowy prototypu. Dwupłatowa maszyna miała całkowicie metalową konstrukcję. Półskorupowy kadłub miał prostokątny przekrój. Dwudźwigarowe skrzydła pokryto blachą, jedynie powierzchnie sterowe pokrywało płótno. Obydwa płaty miały taką samą długość i cięciwę. Wyprofilowano zastrzały osłaniając je od dołu owiewkami. Samolot napędzany był 12-cylindrowym silnikiem rzędowym w układzie V BMW VI Kai o mocy 500/650 KM ze stałym, drewnianym, dwułopatowym śmigłem. 
Gotowy prototyp do swojego pierwszego lotu wzbił się na początku lipca 1930 roku, za jego sterami siedział szef pilotów fabrycznych Kawasaki, Kambei Tanaka. W trakcie przeprowadzonych prób samolot osiągnął maksymalną prędkość 320 km/h, był to rezultat jakiego nie uzyskała żadna inna japońska maszyna. 4 lipca 1930 roku samolot wzbił się na rekordową wysokość 10 000 metrów. W trakcie prób doszło do awarii silnika jednak pilot, Kambei Tanaka, zdołał bezpiecznie opuścić maszynę na spadochronie. W styczniu 1931 roku ukończono budowę drugiego prototypu, który osiągnął jeszcze większą prędkość 335 km/h. Trzeci z prototypów, zbudowany w marcu 1931 roku przekazany został armii w celu przeprowadzania dalszych badań. Podczas jednego z próbnych lotów prowadzonych od kwietnia do czerwca 1931 roku, podczas lotu nurkowego wygięciu uległy zastrzały skrzydeł zmuszając konstruktorów do ich wzmocnienia. Do końca 1931 roku Kawasaki ukończyła jeszcze dwa prototypy. 
Rewelacyjne osiągi samolotu stały się w październiku 1931 roku podstawą decyzji o uruchomieniu produkcji seryjnej. W styczniu 1932 roku maszyna pod oznaczeniem Samolot Myśliwski Typ 92 (Kyūni-shiki Sentōki) została oficjalnie przyjęta na uzbrojenie. W tym samym roku Kawasaki wyprodukowało 180 maszyn, a począwszy od stycznia 1932 roku kolejnych 200 z nowymi jednostkami napędowymi BMW VII z reduktorem i mocy 600/750 KM. Wytwórnia oznaczyła obydwie wersje odpowiednio Ichi-Gata (Model 1, Typ 92-1) i Ni-Gata (Model 2, Typ 92-2) ale w Lotnictwie Armii oznaczenie pozostało bez zmian.

## Służba
Jednym z powodów, dla których lotnictwo armii tak szybko zdecydowało się na przyjęcie samolotu na uzbrojenie była eskalacja konfliktu w Mandżurii, w północno-wschodnich Chinach. Nowe myśliwce weszły w skład trzech chūtai (eskadr) 4. Hikō-rentai (pułku lotniczego) z Tachiarai na Kiusiu, jednej chūtai 6. Hikō-rentai w Korei oraz jednej chūtai 8. Hikō-rentai na Formozie. W sierpniu 1932 roku do Mandżurii trafiła jedna eskadra z 4. Hikō-rentai, gdzie wraz z innymi jednostkami weszła w skład utworzonego na miejscu batalionu lotniczego 11. Hikō-daitai, który w grudniu 1935 roku przekształcono w 11. Hikō-rentai. W warunkach polowych wyszły niedostatki myśliwców Kawasaki, piloci mieli problemy z opanowaniem maszyny podczas lotów z małą prędkością, podczas startu i lądowania. Eksploatacja silników BMW nastręczała sporo problemów technicznych. W 1935 roku rozpoczęto wycofywanie maszyn z jednostek liniowych. Samolotów jeszcze przez jakiś czas używano do szkolenia pilotów.

## Konstrukcja
Typ 92 był dwupłatowym, zastrzałowym, jednomiejscowym myśliwcem o metalowej konstrukcji ze stałym podwoziem. Uzbrojenie składało się z dwóch karabinów maszynowych 89-Shiki (Typ 89) kalibru 7,7 mm. Oba karabiny umieszczono przed kabiną pilota w górnej części kadłuba. Kadłub o półskorupowej konstrukcji, skrzydła dwudźwigarowe, powierzchnie sterowe kryte płótnem.